# Castell de Sucs
Castell de Sucs és un edifici de Sucs, al municipi de Lleida, declarat bé cultural d'interès nacional.

## Descripció
De l'antic castell de Sucs en queden escasses restes a dalt del turó on estava situat l'antic poblat del Vilot, corresponent al primitiu nucli de Sucs. Les restes identificades amb el castell ocupen la part més alta del tossal i corresponen a la part inferior d'una possible torre rectangular, la qual va ser habilitada com a cisterna. Era un espai cobert amb volta de canó i parets interiors arrebossades. Al SE d'aquestes restes es localitzen les de l'església de sant Miquel, d'una única nau, amb capçalera semicircular. L'antic poblat del Vilot s'estenia pel vessant meridional del tossal.